# درة دزدان (لوداب)
درة دزدان (بالفارسية: دره دزدان) هي قرية تقع في إيران في قسم لوداب الريفي. يقدر عدد سكانها بـ 52 نسمة .